# Tabanus macfarlanei
Tabanus macfarlanei är en tvåvingeart som beskrevs av Ricardo 1916. Tabanus macfarlanei ingår i släktet Tabanus och familjen bromsar. Inga underarter finns listade i Catalogue of Life.